# Stigmella ultima
Stigmella ultima là một loài bướm đêm thuộc họ Nepticulidae. Loài này có ở easterern Asia, bao gồm the Primorye Region in Nga và Nhật Bản.
Ấu trùng ăn Acer mono.